# 도달 불가능한 기수
집합론에서 도달 불가능한 기수(到達不可能한基數, 영어: inaccessible cardinal)는 그보다 작은 기수의 덧셈·곱셈·거듭제곱으로 나타낼 수 없는 기수이다. 큰 기수의 하나이다.

## 정의

### 약하게 도달 불가능한 기수
모든 무한 기수는 정칙 기수이거나 극한 기수이다. 구체적으로, 만약 {\displaystyle \alpha }가 따름 순서수라면 {\displaystyle \aleph _{\alpha }}는 정칙 기수이며, 반대로 만약 {\displaystyle \alpha }가 극한 순서수라면 {\displaystyle \aleph _{\alpha }}는 극한 기수이다. 그런데 후자는 필요 충분 조건이지만 전자는 그렇지 않다. 즉, 정칙 기수 조건과 극한 기수 조건은 서로 배타적이지 않다. 정칙 기수이자 극한 기수인 기수를 약하게 도달 불가능한 기수(弱하게到達不可能한基數, 영어: weakly inaccessible cardinal)라고 한다. (일부 문헌에서는 비가산 기수라는 조건을 추가한다.):16:33

### 도달 불가능한 기수
기수 {\displaystyle \kappa }에 대하여 다음 조건들이 서로 동치이며, 이를 만족시키는 기수를 도달 불가능한 기수라고 한다.
- 정칙 기수인 강극한 기수이다.[1]:18[2]:58, Chapter 5
- {\displaystyle V_{\kappa }}는 그로텐디크 전체이다.
- {\displaystyle \kappa =0}이거나, {\displaystyle \kappa =\aleph _{0}}이거나, 아니면 {\displaystyle \langle V_{\kappa },\in \rangle }는 선택 공리를 추가한 2차 논리 체르멜로-프렝켈 집합론 {\displaystyle {\mathsf {ZFC}}^{2}}의 추이적 모형을 이룬다.[1]:19, Theorem 1.3[3]
- {\displaystyle \kappa =0}이거나, {\displaystyle \kappa =\aleph _{0}}이거나, 아니면 임의의 부분 집합 {\displaystyle U\subseteq V_{\kappa }}에 대하여, {\displaystyle \langle V_{\alpha },\in ,U\cap V_{\alpha }\rangle }가 {\displaystyle \langle V_{\kappa },\in ,U\rangle }의 기본 부분 구조가 되는 순서수 {\displaystyle \alpha <\kappa }가 존재한다.[1]:57, Proposition 6.2(a) (여기서 {\displaystyle U} 또는 {\displaystyle U\cap V_{\alpha }}는 해석 {\displaystyle R(x)\iff x\in U}을 갖는 1항 관계 {\displaystyle R}를 뜻한다.)

(일부 문헌에서는 {\displaystyle \kappa }가 비가산 기수라는 조건을 추가한다.)

### 그로텐디크 전체
집합 {\displaystyle {\mathcal {U}}}에 대하여 다음 두 조건이 서로 동치이며, 이를 만족시키는 집합을 그로텐디크 전체(Grothendieck全體, 영어: Grothendieck universe)라고 한다.
- {\displaystyle {\mathcal {U}}=V_{\kappa }}가 되는 도달 불가능한 기수 {\displaystyle \kappa }가 존재한다.[4]
- {\displaystyle {\mathcal {U}}}는 추이적 집합이며 다음 세 조건을 만족시킨다.
  - 임의의 {\displaystyle x,y\in {\mathcal {U}}}에 대하여, {\displaystyle \{x,y\}\in {\mathcal {U}}}이다.
  - 임의의 {\displaystyle x\in {\mathcal {U}}}에 대하여, {\displaystyle {\mathcal {P}}(x)\in {\mathcal {U}}}이다.
  - 임의의 {\displaystyle I\in {\mathcal {U}}} 및 {\displaystyle x\colon I\to {\mathcal {U}}}에 대하여, {\displaystyle \bigcup _{i\in I}x_{i}\in {\mathcal {U}}}이다.

선택 공리를 추가한 체르멜로-프렝켈 집합론을 가정하자. 그렇다면 다음 두 명제가 서로 동치이다.
- 도달 불가능한 기수의 고유 모임이 존재한다. 즉, 임의의 기수 {\displaystyle \kappa }에 대하여, {\displaystyle \lambda >\kappa }인 도달 불가능한 기수 {\displaystyle \lambda }가 존재한다.
- 임의의 집합 {\displaystyle S}에 대하여, {\displaystyle S\in {\mathcal {U}}}인 그로텐디크 전체 {\displaystyle {\mathcal {U}}}가 존재한다.

## 성질

### 함의 관계
모든 강극한 기수는 극한 기수이므로, 모든 도달 불가능한 기수는 약하게 도달 불가능한 기수다. 일반화 연속체 가설이 성립하는 경우, 반대로 모든 약하게 도달 불가능한 기수는 도달 불가능한 기수이다. 즉, 기수의 성질에 대하여 다음과 같은 함의 관계가 존재한다.
초콤팩트 기수 ⇒ 강콤팩트 기수 ⇒ 가측 기수 ⇒ 약콤팩트 기수 ⇒ 말로 기수 ⇒ 도달 불가능한 기수 ⇒ 약하게 도달 불가능한 기수 ⇒ 정칙 기수 ⇒ 기수 ⇒ 순서수

### 모형 이론적 성질
선택 공리를 추가한 체르멜로-프렝켈 집합론(ZFC)에서, 도달 불가능한 기수 {\displaystyle \kappa }에 대해 폰 노이만 전체의 단계 {\displaystyle V_{\kappa }}는 그로텐디크 전체를 이루며 ZFC의 모형이다. 또한, 체르멜로-프렝켈 집합론(ZF)에서, 약하게 도달 불가능한 기수 {\displaystyle \kappa }에 대해 구성 가능 전체의 부분 집합 {\displaystyle L_{\kappa }}는 ZFC의 모형이다. 따라서 ZF + "약하게 도달 불가능한 기수의 존재"는 ZFC의 무모순성을 보일 수 있다. 즉, 불완전성 정리에 의하여 만약 ZF가 일관적이라면 ZFC에서는 약하게 도달 불가능한 기수의 존재를 보일 수 없다.
{\displaystyle \operatorname {Con} ({\mathsf {ZFC}})\implies \operatorname {Con} ({\mathsf {ZFC}}+\operatorname {wInacc} =\varnothing )}
(여기서 {\displaystyle \operatorname {wInacc} }은 약하게 도달 불가능한 기수들의 모임이다.)
{\displaystyle \kappa \geq \aleph _{0}}일 때, 그로텐디크 전체 {\displaystyle V_{\kappa }}는 선택 공리를 추가한 (1차 논리) 체르멜로-프렝켈 집합론의 추이적 모형을 이룬다.:18, Proposition 1.2(b) (그러나 그 역은 성립하지 않는다.)

### 강제법
만약 하나의 비가산 도달 불가능한 기수가 존재한다면,
{\displaystyle {\mathsf {ZF}}+{\mathsf {DC}}+\Sigma _{\text{Leb}}={\mathcal {P}}(\mathbb {R} )}
가 무모순적임을 보일 수 있다.:132, Theorem 11.1 여기서
- {\displaystyle {\mathsf {ZF}}}는 (선택 공리를 포함하지 않는) 체르멜로-프렝켈 집합론이다.
- {\displaystyle {\mathsf {DC}}}는 의존적 선택 공리이다.
- {\displaystyle \Sigma _{\text{Leb}}={\mathcal {P}}(\mathbb {R} )}는 모든 실수 집합이 르베그 가측 집합이라는 명제이다.

구체적으로, 위 공리들이 성립하는 솔로베이 모형(영어: Solovay model)을 구성할 수 있다.
사실, 다음 이론들의 비모순성이 일치한다.:18, Conclusion 5.1A:136, Theorem 11.6 (즉, 이들 가운데 하나가 모순적이라면 모두 모순적이며, 반대로 하나가 비모순적이라면 모두 비모순적이다.)
- {\displaystyle {\mathsf {ZFC}}} + 하나의 비가산 도달 불가능한 기수가 존재한다.
- {\displaystyle {\mathsf {ZFC}}} + 모든 {\displaystyle {\boldsymbol {\Sigma }}_{3}^{1}} 실수 집합들은 르베그 가측 집합이다.
- {\displaystyle {\mathsf {ZF}}} + {\displaystyle {\mathsf {DC}}} + 모든 실수 집합들은 르베그 가측 집합이다.

## 예
만약 선택 공리를 추가한 체르멜로-프렝켈 집합론(ZFC)이 일관적이라면, ZFC에서 존재를 증명할 수 있는 모든 비가산 기수는 (약하게) 도달 불가능하지 않다.
가산 도달 불가능한 기수는 0과 {\displaystyle \aleph _{0}} 밖에 없다. 1은 정칙 기수이지만 따름 순서수이므로 약하게 도달 불가능한 기수가 아니다. 즉, 가산 그로텐디크 전체는 다음 두 개 밖에 없다.
- 공집합 {\displaystyle V_{0}=\varnothing }
- 계승적 유한 집합의 모임 {\displaystyle V_{\omega }}

만약 ZFC가 일관적이라면, ZFC에서 그 존재를 증명할 수 있는 그로텐디크 전체는 이 두 개 밖에 없다.

## 역사
약하게 도달 불가능한 기수의 개념은 1908년에 펠릭스 하우스도르프가 도입하였다.:16
도달 불가능한 기수의 개념은 1930년에 바츠와프 시에르핀스키와 알프레트 타르스키:61, Chapter 5 및 에른스트 체르멜로:33:470:20가 도입하였다. 체르멜로는 도달 불가능한 기수를 "극한수"(독일어: Grenzzahl 그렌츠찰[*] = 독일어: Grenze 그렌체[*](극한) + 독일어: Zahl 찰[*](수))라고 일컬었다. 체르멜로는 이 논문에서 2차 논리 ZFC의 추이적 모형은 도달 불가능한 기수 {\displaystyle \kappa }에 대하여 {\displaystyle V_{\kappa }}의 꼴이라는 것을 증명하였다. 이후 1938년에 알프레트 타르스키는 도달 불가능한 기수의 존재를 집합론의 공리로 제시하였다.:501, §III:20–21
1950년대까지는 "도달 불가능한 기수"라는 용어는 약하게 도달 불가능한 기수를 일컬었고, 그보다 더 강한 개념은 "강하게 도달 불가능한 기수"(영어: strongly inaccessible cardinal)라고 일컬어졌다. 그러나 1950년대부터 "도달 불가능한 기수"는 더 강한 개념을 뜻하게 되었다.
1960년대에 알렉산더 그로텐디크는 그로텐디크 전체의 개념을 범주론의 집합론적 문제를 해결하기 위해 도입하였다. 그로텐디크는 그로텐디크 전체들의 모임이 고유 모임임을 가정하였으나, 이후 손더스 매클레인은 대부분의 경우 하나의 비가산 그로텐디크 전체만을 가정하는 것이 족함을 지적하였다.
1970년에 로버트 솔로베이는 도달 불가능한 기수가 존재한다면, 모든 실수 집합이 르베그 가측 집합이 되는 (그리고 선택 공리가 의존적 선택 공리로 약화되는) 체르멜로-프렝켈 집합론의 모형이 존재한다는 것을 증명하였다. 반대로, 1984년에 사하론 셸라흐는 솔로베이의 모형에서 도달 불가능한 기수가 꼭 필요하다는 사실을 증명하였다. 이로서 도달 불가능한 기수는 모형 이론에서 재주목받게 되었다.
쿠르트 괴델은 도달 불가능한 기수의 존재에 대하여 다음과 같이 긍정적으로 평하였다.
| “ | […] 집합론의 공리계는 닫혀 있지 않다. 오히려 공리계의 기반이 되는 집합의 개념 자체로부터, 점점 더 거듭된 ‘〜의 집합’ 연산의 존재에 대한 새로운 공리들을 유추할 수 있다. […] 이러한 강한 ‘무한 공리’들 가운데 가장 간단한 것은 도달 불가능한 (또는 강하게 도달 불가능한) 비가산 기수가 존재한다는 것이다. […] 이러한 공리들로부터 명확히 유추할 수 있는 것은 오늘날 알려진 집합론의 공리계는 불완전하며, 알려진 공리들을 자연스럽게 확장하는 새 공리들로 임의적이지 않게 보충할 수 있다는 것이다. […] the axioms of set theory by no means form a system closed in itself, but, quite on the contrary, the very concept of set on which they are based suggests their extension by new axioms which assert the existence of still further iterations of the operation “set of.” […] The simplest of these strong “axioms of infinity” asserts the existence of inaccessible numbers (and of numbers inaccessible in the stronger sense) {\displaystyle >\aleph _{0}}. […] these axioms show clearly, not only that the axiomatic system of set theory as known today is incomplete, but also that it can be supplemented without arbitrariness by new axioms which are only the natural continuation of the series of those set up so far. | ” |
|   | — :520 |   |

마찬가지로, 토마시 예흐(체코어: Tomáš J. Jech, 1944~)는 도달 불가능한 기수에 대하여 다음과 같이 적었다.
| “ | 어떻게 말하자면, 도달 불가능한 기수와 그보다 작은 기수의 관계는 {\displaystyle \aleph _{0}}와 유한 기수의 관계와 같다. Thus we can say that in a sense an inaccessible cardinal is to smaller cardinals what {\displaystyle \aleph _{0}} is to finite cardinals. | ” |
|   | — :58, Chapter 5 |   |

## 응용
범주론에서, 도달 불가능한 기수와 그로텐디크 전체의 개념은 "큰" 범주의 집합론적인 문제를 피하기 위하여 쓰인다.:§8, §10 범주론에서 등장하는 여러 범주들 (집합의 범주 {\displaystyle \operatorname {Set} }, 군의 범주 {\displaystyle \operatorname {Grp} }, 아벨 군의 범주 {\displaystyle \operatorname {Ab} }, 위상 공간의 범주 {\displaystyle \operatorname {Top} } 등)은 고유 모임의 크기를 갖는데, 이 때문에 이들을 대상으로 자유롭게 추가 연산을 하지 못한다. 이 경우, 어떤 그로텐디크 전체 {\displaystyle {\mathcal {U}}}를 잡은 뒤, {\displaystyle \operatorname {Set} _{\mathcal {U}}}를 {\displaystyle {\mathcal {U}}} 속의 집합들의 범주, {\displaystyle \operatorname {Grp} _{\mathcal {U}}}를 {\displaystyle {\mathcal {U}}} 속의 군들의 범주 따위로 정의하자. 이 범주들은 집합을 이루지만, 원래 범주들과 거의 같은 성질들을 갖는다.

## 같이 보기
- 폰 노이만 전체
- 구성 가능 전체

## 참고 문헌
1. 1 2 3 4 5 6 7 8 9 10  Kanamori, Akihiro (2003). 《The higher infinite: large cardinals in set theory from their beginnings》. Springer Monographs in Mathematics (영어) 2판. Springer. doi:10.1007/978-3-540-88867-3. ISBN 978-3-540-88866-6. ISSN 1439-7382. Zbl 1022.03033.
2. 1 2 3 4  Jech, Thomas (2003). 《Set theory》. Springer Monographs in Mathematics (영어) 3판. Springer-Verlag. doi:10.1007/3-540-44761-X. ISBN 978-3-540-44085-7. ISSN 1439-7382. Zbl 1007.03002. IA settheory0000jech_f7i4.
3. 1 2  Zermelo, Ernst (1930). “Über Grenzzahlen und Mengenbereiche. Neue Untersuchungen über die Grundlagen der Mengenlehre” (PDF). 《Fundamenta Mathematicae》 (독일어) 16: 29–47. ISSN 0016-2736. JFM 56.0082.02.
4. ↑  Williams, N. H. (1969). “On Grothendieck universes”. 《Compositio Mathematica》 (영어) 21 (1): 1–3. ISSN 0010-437X. MR 244035. Zbl 0175.00701. 2016년 8월 15일에 원본 문서에서 보존된 문서. 2016년 7월 20일에 확인함.
5. 1 2  Solovay, Robert M. (1970년 7월). “A model of set-theory in which every set of reals is Lebesgue measurable”. 《Annals of Mathematics》 (영어) 92: 1–56. doi:10.2307/1970696. ISSN 0003-486X. JSTOR 1970696. MR 0265151. Zbl 0207.00905.
6. 1 2  Shelah, Saharon (1984). “Can you take Solovay’s inaccessible away?”. 《Israel Journal of Mathematics》 (영어) 48 (1): 1–47. doi:10.1007/BF02760522. ISSN 0021-2172. MR 768264. Zbl 0596.03055.
7. ↑  Hausdorff, Felix (1908). “Grundzüge einer Theorie der geordneten Mengen”. 《Mathematische Annalen》 (독일어) 65 (4): 435–505. doi:10.1007/BF01451165. ISSN 0025-5831. JFM 39.0099.01.
8. ↑  Sierpiński, Wacław; Tarski, Alfred (1930). “Sur une propriété caractéristique des nombres inaccessibles” (PDF). 《Fundamenta Mathematicae》 (프랑스어) 15: 292–300. ISSN 0016-2736. JFM 56.0084.01.
9. ↑  Tait, William Walker (1998년 11월 5일). 〈18. Zermelo’s conception of set theory and reflection principles〉.   Schirn, Matthias. 《The philosophy of mathematics today》 (영어). Clarendon Press. 469–484쪽. ISBN 978-019823654-2. Zbl 0916.03003.
10. ↑  Tarski, Alfred (1938). “Über unerreichbare Kardinalzahlen” (PDF). 《Fundamenta Mathematicae》 (프랑스어) 30 (1): 68–89. ISSN 0016-2736. JFM 64.0033.04. Zbl 0018.34702.
11. ↑  Maddy, Penelope (1988년 6월). “Believing the axioms I”. 《Journal of Symbolic Logic》 (영어) 53 (2): 481–511. doi:10.2307/2274520. ISSN 0022-4812. JSTOR 2274520. MR 0947855. Zbl 0652.03033.
12. ↑  Bourbaki, Nicolas (1972). 〈Appendice: Univers〉.   Artin, M.; Grothendieck, A.; Verdier, J. L. 《Séminaire de Géométrie Algébrique du Bois Marie 1963–64. Théorie des topos et cohomologie étale des schémas (SGA 4). Tome 1: Théorie des topos (exposés I à IV)》. Lecture notes in mathematics (프랑스어) 269. Springer-Verlag. 185–217쪽. 2016년 8월 9일에 원본 문서에서 보존된 문서. 2016년 7월 22일에 확인함.
13. ↑  Mac Lane, Saunders (1969). 〈One universe as a foundation for category theory〉.   Mac Lane, Saunders. 《Reports of the Midwest Category Seminar III》. Lecture Notes in Mathematics (영어) 106. Springer-Verlag. 192–200쪽. doi:10.1007/BFb0059147. ISBN 978-3-540-04625-7. ISSN 0075-8434. Zbl 0211.32202.
14. ↑  Gödel, Kurt (1947년 11월). “What is Cantor’s continuum problem?”. 《The American Mathematical Monthly》 (영어) 54 (9): 515-525. doi:10.2307/2304666. ISSN 0002-9890. JSTOR 2304666. Zbl 0038.03003.
15. ↑  Shulman, Michael A. (2008). “Set theory for category theory” (영어). arXiv:0810.1279. Bibcode:2008arXiv0810.1279S.